# Aventurile lui Don Juan
Aventurile lui Don Juan (titlul original: Adventures of Don Juan) este un film dramatic american, realizat în 1948 de regizorul Vincent Sherman, 
după o nuvelă a scriitorului Herbert Dalmas, protagoniști fiind actorii Errol Flynn, Robert Douglas, Viveca Lindfors, Ann Rutherford. 

## Distribuție
- Errol Flynn - Don Juan de Maraña
- Viveca Lindfors - Margareta de Austria
- Robert Douglas - Ducele de Lorca
- Alan Hale - Leporello
- Romney Brent - Regele Philipp al III-lea
- Ann Rutherford - Donna Elena
- Robert Warwick - Don José, Graf de Polan
- Jerry Austin - Don Sebastian
- Douglas Kennedy - Don Rodrigo
- Jean Shepherd - Donna Carlotta
- Mary Stuart - Catherine
- Helen Westcott - Lady Diana
- Fortunio Bonanova - Don Serafino Lopez
- Aubrey Mather - Lord Chalmers
- Una O’Connor - Duenna
- Raymond Burr - căpitanul Alvarez

## Premii și nominalizări
- 1950 Oscar
  - Premiul Oscar pentru cele mai bune costume pentru  Marjorie Best, Leah Rhodes și William Travilla
  - Nominalizare pentru cele mai bune decoruri